# Cristina Martín-Prieto
Cristina Martín-Prieto Gutiérrez, född den 14 mars 1993, är en spansk fotbollsspelare.

## Karriär
Cristina Martín-Prieto inledde sin seniorkarriär i Peña Rociera år 2007. Hon har även spelat för bland annat Sevilla och Sporting de Huelva innan hon värvades av SL Benfica år 2024. Hon har även representerat den spanska damlandslaget där hon debuterade år 2024.